# Косови
Косови (пол. Kosowy) — село в Польщі, у гміні Нівіська Кольбушовського повіту Підкарпатського воєводства.
Населення — 820 осіб (2011).
У 1975-1998 роках село належало до .

## Демографія
Демографічна структура станом на 31 березня 2011 року:
|          | Загалом | Допрацездатний вік | Працездатний вік | Постпрацездатний вік |
| -------- | ------- | ------------------ | ---------------- | -------------------- |
| Чоловіки | 407     | 105                | 258              | 44                   |
| Жінки    | 413     | 102                | 221              | 90                   |
| Разом    | 820     | 207                | 479              | 134                  |